# Razane Jammal
Razane Jammal (en árabe: رزان جمّال‎; Beirut, 7 de agosto de 1987) es una actriz, modelo y cantante británico-libanesa, más conocida por sus papeles en la serie original de Netflix Paranormal, y su trabajo en numerosas producciones francesas, británicas y estadounidenses. Entre ellas, tres fueron estrenadas en el Festival de Cine de Cannes: Cruel Summmer (2012) de Kanye West, Une Histoire de Fou (2014) del director Robert Guediguian y Carlos (2010). Aunque su papel más conocido es el de Hippolyta Hall en la adaptación de Netflix del 2022 de The Sandman de Neil Gaiman.

## Biografía

### Infancia y juventud
Jammal nació y creció en Beirut (Líbano). Comenzó a actuar en comerciales de televisión a los 15 años, participó en campañas regionales en el Medio Oriente. A los 18 años se mudó a Londres, y finalmente consiguió su primer papel cinematográfico en 2009 en la película Carlos de Oliver Assayas.

### Carrera
Su debut cinematográfico fue en la película Carlos de 2010, del director Olivier Assayas, protagonizada por el actor venezolano Edgar Ramírez y escrita por Dan Franck, que trata del biopic del terrorista, Carlos, El Chacal, película que fue galardonada con un Globo de Oro en 2011. En 2012, trabajó en la película de terror Djinn del director Tobe Hooper. Ese mismo año, también formó parte del elenco del cortometraje debut de Kanye West proyectado en el Festival de Cine de Cannes, Cruel Summer. En 2014 protagonizó junto a Liam Neeson A Walk Among the Tombstones. En 2015, protagonizó Don't Tell Me The Boy Was Mad, de Robert Guédiguian, que se estrenó en el Festival de Cine de Cannes de 2015.
En el mundo árabe, Razane es más conocida por su interpretación de Maggie Maccaleb en la primera serie árabe original de Netflix Paranormal (2020) junto a los actores Ahmed Amin y Ayah Samaha, basada en los libros de Ahmed Khaled Tawfik. La serie está dirigida por Amr Salama y Majid Al Ansari. También actuó junto a Hend Sabry en la serie de comedia Embratoreyet Meen (2014), en la segunda temporada de la serie de época Saraya Abedeen (2014) y en la serie panárabe Ana (2021) donde interpreta el papel de Joudy.
En mayo de 2021, se anunció que Jammal se había unido al elenco de la serie web de Netflix The Sandman, basada en la novela gráfica de DC Comics del escritor británico Neil Gaiman, donde interpreta el papel de Hippolyta Hall.
Aparte de su faceta como actriz es una cotizada modelo, ha sido el rostro de Chanel en el Medio Oriente y ha aparecido en la portada de revistas de moda como L'Officiel, Marie Claire, Harper's Bazaar, Plastik y muchas otras. Además, colaboró con el cantante francés de origen libanés Cyril Mokaiesh en la canción Au nom du père de su álbum Paris-Beyrouth que se estrenó el 10 de enero de 2020.

## Filmografía
| Año  | Título                        | Papel           | Notas                                |
| ---- | ----------------------------- | --------------- | ------------------------------------ |
| 2010 | Carlos                        | Lana Jarrar     | Dirigida por Olivier Assayas         |
| 2012 | Cruel Summer                  | Queen           | Cortometraje dirigido por Kanye West |
| 2012 | Flying Blind                  | Dima            | Dirigida por Katarzyna Klimkiewicz   |
| 2012 | Jaypen Code: 20               | Darshini        | Cortometraje                         |
| 2013 | Djinn                         | Salama          | Dirigida por Tobe Hooper             |
| 2014 | Embratoriyet Meen             | Karla           | Serie de televisión                  |
| 2014 | A Walk Among The Tombstones   | Carrie Kristo   | Dirigida por Scott Frank             |
| 2015 | Saraya Abdeen                 | Ujeni           | Serie de televisión                  |
| 2015 | Don't Tell Me the Boy Was Mad | Anahit          | Dirigida por Robert Guédiguian       |
| 2016 | Berlin Station                | Aalia Bidwee    | Serie de televisión                  |
| 2017 | Bad Buzz                      | Salayadinya     | Dirigida por Stéphane Kazandjian     |
| 2019 | Chimerica                     | Caitlin         | Episodioː «Kodak Ergo Sum»           |
| 2020 | Paranormal                    | Maggie          | Serie de televisión; 6 episodios     |
| 2020 | Doubt                         | Iman            | Miniserie; 6 episodios               |
| 2020 | TV Society                    | Sara            |                                      |
| 2022 | Kira & El Gi                  | Emily           |                                      |
| 2022 | The Sandman                   | Hippolyta Hall  | Desarrollado por Allan Heinberg      |
| 2023 | Al Thaman                     | Sarah AlKhateeb | Papel principal; 89 episodios        |

| Año  | Título         | Álbum          | Artista        | Ref.   |
| ---- | -------------- | -------------- | -------------- | ------ |
| 2020 | Au nom du père | Paris-Beyrouth | Cyril Mokaiesh | [ 14 ] |